# لادینین
| سامانه  | ردیف  | اشکوب      | سن (میلیون سال) |
| ------- | ----- | ---------- | --------------- |
| ژوراسیک | پیشین | هتانجین    | → پس از آن      |
| تریاس   | پسین  | راتین      | ۲۰۱٫۳–۲۰۸٫۵     |
| تریاس   | پسین  | نورین      | ۲۰۸٫۵–۲۲۸       |
| تریاس   | پسین  | کارنین     | ۲۲۸–۲۳۵         |
| تریاس   | میانه | لادینین    | ۲۴۲–۲۳۵         |
| تریاس   | میانه | آنیسین     | ۲۴۲–۲۴۷٫۲       |
| تریاس   | پیشین | اولنکین    | ۲۴۷٫۲–۲۵۱٫۲     |
| تریاس   | پیشین | ایندون     | ۲۵۱٫۲–۲۵۲٫۲     |
| پرمین   | پرمین | چانگسینگین | → پیش از آن     |

لادینین (انگلیسی: Ladinian) در مقیاس زمانی زمین‌شناسی یک اشکوب یا عصر از ردیف یا دور تریاس میانه به‌شمار می‌رود. لادینین در ستون چینه‌شناسی پس از اشکوب آنیسین و پیش از کارنین (اشکوبی از تریاس پسین) جای می‌گیرد. عصر لادینین از حدود ۲۴۲ میلیون سال پیش آغاز شده و تا حدود ۲۳۵ میلیون سال پیش ادامه یافت.